# Hermann von Thile
Karl Hermann von Thile (né le 19 décembre 1812 à Berlin et mort le 26 décembre 1889 dans la même ville) est un diplomate prussien et premier secrétaire d'État au ministère des Affaires étrangères de l'Empire allemand.

## Carrière diplomatique
Son père est le général d'infanterie Adolf Eduard von Thile, général commandant du 8e corps d'armée à Berlin. Thile, neveu du général prussien et chef du cabinet militaire Ludwig Gustav von Thile, entre dans le service diplomatique prussien en 1837. En 1838, il est employé à l'étranger pour la première fois à Rome. Dans les années suivantes, il est affecté à Berne, en 1842 à Vienne et à Londres, et de 1852 à 1854 à Athènes. De 1854 à 1859, il succède à Christian Karl Josias von Bunsen comme envoyé auprès du Saint-Siège à Rome.
En 1862, il devient sous-secrétaire d'État au ministère prussien des Affaires étrangères. La même année, comme de nombreux aristocrates de son temps, il rejoint la Société sans loi de Berlin.

## Secrétaire d'État du ministère des Affaires étrangères
Le 12 janvier 1870, il devient le premier secrétaire d'État du ministère des Affaires étrangères de la Confédération de l'Allemagne du Nord, lorsque le ministère prussien des Affaires étrangères est transféré au niveau fédéral. Il reste en fonction après 1871, lorsque l'Empire allemand est fondé. Le secrétaire d'État est le chef de cette autorité suprême de l'Empire, à peu près comparable à un ministre des temps modernes.
Il occupe le poste jusqu'au 30 septembre 1872, date à laquelle il démissionne à la suite d'une affaire concernant l'attribution de l'ordre de l'Aigle noir à l'ambassadeur de Russie Paul von Oubril (de) et à l'ambassadeur d'Autriche Alajos Károlyi et est remplacé par Hermann Ludwig von Balan (de). Au cours de cette période, cependant, l'élaboration réelle de la politique étrangère est en grande partie la responsabilité du chancelier Otto von Bismarck.
Thile laisse un vaste domaine littéraire, qui est situé dans la bibliothèque d'État d'Anhalt à Dessau (de). Parmi eux se trouve la correspondance avec l'historien Alfred von Reumont (de).

## Famille
Il est marié avec Ottilie von Graefe (1816–1889), fille du médecin Karl Ferdinand von Gräfe et sœur de l'ophtalmologiste Albrecht von Gräfe.